# Escudo de Almería
El escudo de la Ciudad de Almería posee la siguiente descripción heráldica:

En campo de plata, una cruz latina de gules (rojo); bordura componada de quince compones: tres de gules, con un castillo, de oro (amarillo o dorado), almenado de tres almenas, mamposteado de sable (negro) y aclarado de gules; en tres de plata, un león rampante, de púrpura (con frecuencia de gules), linguado, uñado, armado de gules y coronado de oro; tres de oro, con cuatro palos, de gules; en tres de oro (en ocasiones de plata), un águila de sable, picada y membrada del mismo esmalte (color); y en tres de plata, una granada al natural, rajada de gules, tallada y hojada de dos hojas de sinople (verde).

El todo, rodeado de una cinta cargada con el lema «MUY NOBLE, MUY LEAL Y DECIDIDA POR LA LIBERTAD, CIUDAD DE ALMERÍA» escrito en letras de sable.
Al timbre, Corona Real cerrada, que es un círculo de oro, engastado de piedras preciosas, compuesta de ocho florones de hojas de acanto, visible cinco, interpoladas de perlas y de cuyas hojas salen sendas diademas sumadas de perlas, que convergen en el mundo de azur o azul, con el semimeridiano y el ecuador en oro, sumado de cruz de oro. La corona forrada de gules o rojo.
Los elementos del escudo aluden a la toma de la ciudad en el año 1147 por el rey Alfonso VII de León con ayuda de genoveses, pisanos, el conde Ramón Berenguer IV de Barcelona y el rey García Ramírez IV de Navarra y Álava.[cita requerida] 
La cruz de gules sobre un campo de plata se adoptó del escudo de Génova y es conocida como la Cruz de San Jorge. Esta cruz es empleada en otros símbolos como la bandera de Inglaterra, el escudo de Barcelona o la propia bandera de la ciudad de Almería. La bordura recoge las armas reales de Castilla y de León, la Señal Real de Aragón (los cuatro palos de gules sobre campo de oro que es Aragón) y el blasón antiguo del Reino de Navarra (el águila de sable sobre campo de oro), usado hasta 1212. Estos elementos se unen al blasón del histórico Reino de Granada, del que forma parte Almería.

## Descripción heráldica según elBOJA
Cuartel central: Génova: Cruz de San Jorge (Roja carmesí sobre fondo de plata). Cuarteles exteriores: El número de Cuarteles que componen la bordura son quince compones, distribuidos de manera alternativa en Granadas, Águilas, Castillos, Leones y Palos, en número de tres por cada uno de estos símbolos.
Granada: (Granada de su color rajada de gules)
Castilla: (Castillo de oro sobre gules aclarado también de gules)
León: (León rojo carmesí (de gules) rampantes coronados de oro y armados de gules, sobre fondo de plata)
Aragón: (Palos rojos carmesí (gules) sobre fondo de oro)
Navarra: (Águila, unicéfala negra sobre fondo de oro, correspondiente al antiguo escudo de Navarra)
Corona: Corona Real Cerrada: Dorada con perlas, almohadillado rojo y pedrería
Orla: De plata con inscripción en negro, y con la leyenda: "Muy noble, muy leal y decidida por la libertad, ciudad de Almería".»